# Braunohr-Dickkopf
Der Braunohr-Dickkopf (Pachycephala meyeri) ist eine wenig erforschte Vogelart aus der Familie der Dickköpfe (Pachycephalidae). Er kommt auf der Vogelkop-Halbinsel und im übrigen westlichen Neuguinea vor.

## Merkmale
Der Braunohr-Dickkopf erreicht eine Größe von 14,5 Zentimetern und ein Gewicht von 17 bis 20 Gramm. Der Scheitel ist schiefer-grau. Die Ohrdecken sind grau-braun. Die Oberseite ist oliv-grün. Die rost-braunen Schwungfedern sind oliv-grün gesäumt. Die Flügeldecken sind oliv-grün. Die Kehle ist grau-weiß mit blassen dunklen Federspitzen. Die Iris ist braun, der Schnabel ist schwarz und die Beine sind grau. Die Geschlechter sehen gleich aus. Die Jungvögel sind bisher unbeschrieben. Der Gesang besteht aus einer Reihe von absteigenden Tönen, die gewöhnlich mit einem lauten Legato enden.

## Verbreitung
Der Braunohr-Dickkopf lebt im Tamrau-Gebirge, im Arfakgebirge und im Fojagebirge auf der Vogelkop-Halbinsel und im übrigen westlichen Neuguinea.

## Lebensraum
Der Braunohr-Dickkopf bewohnt Bergregenwälder und Dickichte in Höhenlagen zwischen 970 und 1.450 m.

## Lebensweise
Die Lebensweise des Braunohr-Dickkopf ist kaum erforscht. Er ist offenbar standorttreu.

## Bestand und Gefährdung
Die IUCN stuft den Braunohr-Dickkopf als nicht gefährdet (least concern) ein. Er ist in seinem begrenzten Verbreitungsgebiet einigermaßen häufig.